# مونشو لوبيز
مونشو لوبيز (بالإسبانية: Moncho López)‏ مواليد 10 يوليو 1969 في إسبانيا، هو مدرب كرة سلة إسباني ولاعب سابق. حقق المركز الثاني في بطولة أمم أوروبا لكرة السلة 2003.

## الميداليات
| الميدالية | المسابقة                          |
| --------- | --------------------------------- |
| فضية      | بطولة أمم أوروبا لكرة السلة 2003  |
| فضية      | بطولة أمم أفريقيا لكرة السلة 2015 |

## روابط خارجية
- مونشو لوبيز على موقع الدوري الإسباني لكرة السلة (الإسبانية)